# Collegio elettorale di Pisa (Camera dei deputati)
Il collegio di Pisa fu un collegio elettorale uninominale della Repubblica Italiana per l'elezione della Camera dei deputati. Apparteneva alla circoscrizione Toscana e fu utilizzato per eleggere un deputato nella XII, XIII e XIV legislatura.
Venne istituito nel 1993 con la cosiddetta Legge Mattarella (Legge n. 277, Nuove norme per l'elezione della Camera dei deputati), attuata in seguito al referendum abrogativo del 1993. La legge istituì per la Camera dei deputati e per il Senato della Repubblica un sistema di elezione misto, in parte maggioritario e in parte proporzionale. Il 75% dei parlamentari dell'assemblea veniva eletto in collegi uninominali tramite sistema maggioritario a turno unico; il restante 25% alla Camera veniva eletto tramite sistema proporzionale con liste bloccate.
Il collegio venne abolito insieme a tutti gli altri che costituivano la Camera con la promulgazione della legge elettorale successiva, la cosiddetta Legge Calderoli. Questa prevedeva un sistema proporzionale con premio di maggioranza, che alla Camera veniva attribuito a livello nazionale.

## Territorio
Il collegio di Pisa era uno dei 29 collegi uninominali in cui era suddivisa la Toscana e, come previsto dal D.Lgs. del 20 dicembre 1993 n. 536, era interamente compreso nella provincia di Pisa e comprendeva i seguenti comuni: Calci, Pisa e San Giuliano Terme.

## Eletti
| Elezione | Elezione | Deputato        | Partito            |
| -------- | -------- | --------------- | ------------------ |
|          | 1994     | Mauro Paissan   | Progressisti (FdV) |
|          | 1996     | Mauro Paissan   | L'Ulivo (FdV)      |
|          | 2001     | Ermete Realacci | L'Ulivo            |

## Dati elettorali

### XII legislatura

#### Risultati proporzionale
| Coalizioni        | Coalizioni                      | Liste                                 | Liste                              | Voti   | %     |
| ----------------- | ------------------------------- | ------------------------------------- | ---------------------------------- | ------ | ----- |
|                   | Progressisti                    |                                       | Partito Democratico della Sinistra | 28.959 | 29,15 |
|                   | Progressisti                    | Rifondazione Comunista                | 11.225                             | 11,30  |       |
|                   | Progressisti                    | Federazione dei Verdi                 | 3.246                              | 3,27   |       |
|                   | Progressisti                    | Movimento per la Democrazia - La Rete | 2.473                              | 2,49   |       |
|                   | Progressisti                    | Alleanza Democratica                  | 2.439                              | 2,46   |       |
|                   | Progressisti                    | Partito Socialista Italiano           | 2.143                              | 2,16   |       |
| Totale coalizione | Totale coalizione               | 50.485                                | 50,83                              |        |       |
|                   | Polo delle Libertà              |                                       | Forza Italia                       | 15.199 | 15,30 |
|                   | Polo delle Libertà              | Lega Nord                             | 2.225                              | 2,24   |       |
| Totale coalizione | Totale coalizione               | 17.424                                | 17,54                              |        |       |
|                   | Alleanza Nazionale              | Alleanza Nazionale                    | Alleanza Nazionale                 | 13.706 | 13,80 |
|                   | Patto per l'Italia              |                                       | Partito Popolare Italiano          | 6.466  | 6,51  |
|                   | Patto per l'Italia              | Patto Segni                           | 6.173                              | 6,21   |       |
| Totale coalizione | Totale coalizione               | 12.639                                | 12,72                              |        |       |
|                   | Lista Pannella                  | Lista Pannella                        | Lista Pannella                     | 4.400  | 4,43  |
|                   | Socialdemocrazia per le Libertà | Socialdemocrazia per le Libertà       | Socialdemocrazia per le Libertà    | 519    | 0,52  |
|                   | Insieme per lo Sviluppo         | Insieme per lo Sviluppo               | Insieme per lo Sviluppo            | 159    | 0,16  |
| Totale            | Totale                          | Totale                                | Totale                             | 99.332 |       |

#### Risultati uninominale
|                               | Mauro Paissan ✔️ Eletto      | Progressisti                             | 48 915 | 50,05 |  |  |  |  |  |
|                               | Patrizia Paoletti Tangheroni | Polo delle Libertà (FI - LN - CCD - UDC) | 21 573 | 22,08 |  |  |  |  |  |
|                               | Virgilio Luvisotti           | Alleanza Nazionale                       | 14 318 | 14,65 |  |  |  |  |  |
|                               | Enrico Letta                 | Patto per l'Italia                       | 12 919 | 13,22 |  |  |  |  |  |
| Totale                        | Totale                       | Totale                                   | 97 725 | 100   |  |  |  |  |  |
|                               |                              |                                          |        |       |  |  |  |  |  |
| Fonte: Ministero dell'interno |                              |                                          |        |       |  |  |  |  |  |

### XIII legislatura

#### Risultati proporzionale
| Coalizioni        | Coalizioni                         | Liste                                     | Liste                              | Voti   | %     |
| ----------------- | ---------------------------------- | ----------------------------------------- | ---------------------------------- | ------ | ----- |
|                   | L'Ulivo                            |                                           | Partito Democratico della Sinistra | 29.415 | 30,98 |
|                   | L'Ulivo                            | Popolari per Prodi (PPI-SVP-PRI-UD-Prodi) | 6.452                              | 6,80   |       |
|                   | L'Ulivo                            | Rinnovamento Italiano                     | 3.922                              | 4,13   |       |
|                   | L'Ulivo                            | Federazione dei Verdi                     | 2.563                              | 2,70   |       |
| Totale coalizione | Totale coalizione                  | 42.352                                    | 44,61                              |        |       |
|                   | Polo per le Libertà                |                                           | Alleanza Nazionale                 | 17.190 | 18,11 |
|                   | Polo per le Libertà                | Forza Italia                              | 12.154                             | 12,80  |       |
|                   | Polo per le Libertà                | CCD-CDU                                   | 3.860                              | 4,07   |       |
| Totale coalizione | Totale coalizione                  | 33.204                                    | 34,98                              |        |       |
|                   | Progressisti                       |                                           | Rifondazione Comunista             | 13.560 | 14,28 |
|                   | Lista Pannella - Sgarbi            | Lista Pannella - Sgarbi                   | Lista Pannella - Sgarbi            | 2.211  | 2,33  |
|                   | Lega Nord                          | Lega Nord                                 | Lega Nord                          | 1.355  | 1,43  |
|                   | Movimento Sociale Fiamma Tricolore | Movimento Sociale Fiamma Tricolore        | Movimento Sociale Fiamma Tricolore | 1.003  | 1,06  |
|                   | Partito Socialista                 | Partito Socialista                        | Partito Socialista                 | 556    | 0,59  |
|                   | Mani Pulite                        | Mani Pulite                               | Mani Pulite                        | 464    | 0,49  |
|                   | Movimento Autonomista Toscano      | Movimento Autonomista Toscano             | Movimento Autonomista Toscano      | 194    | 0,20  |
|                   | Partito Umanista                   | Partito Umanista                          | Partito Umanista                   | 44     | 0,05  |
| Totale            | Totale                             | Totale                                    | Totale                             | 94.943 |       |

#### Risultati uninominale
|                               | Mauro Paissan ✔️ Eletto | L'Ulivo             | 55 334 | 59,50 |  |  |  |  |  |
|                               | Luca Paolo Titoni       | Polo per le Libertà | 32 612 | 35,07 |  |  |  |  |  |
|                               | Gianni Francesco Rossi  | Fiamma Tricolore    | 3 264  | 3,51  |  |  |  |  |  |
|                               | Enrico Marroni          | Mani Pulite         | 1 794  | 1,93  |  |  |  |  |  |
| Totale                        | Totale                  | Totale              | 93 004 | 100   |  |  |  |  |  |
|                               |                         |                     |        |       |  |  |  |  |  |
| Fonte: Ministero dell'interno |                         |                     |        |       |  |  |  |  |  |

### XIV legislatura

#### Risultati proporzionale
| Coalizioni        | Coalizioni              | Liste                                 | Liste                   | Voti   | %     |
| ----------------- | ----------------------- | ------------------------------------- | ----------------------- | ------ | ----- |
|                   | L'Ulivo                 |                                       | Democratici di Sinistra | 24.811 | 27,27 |
|                   | L'Ulivo                 | La Margherita (Dem - PPI - RI- UDEUR) | 12.962                  | 14,25  |       |
|                   | L'Ulivo                 | Comunisti Italiani                    | 2.603                   | 2,86   |       |
|                   | L'Ulivo                 | Il Girasole (FdV - SDI)               | 2.176                   | 2,39   |       |
| Totale coalizione | Totale coalizione       | 42.549                                | 46,77                   |        |       |
|                   | Casa delle Libertà      |                                       | Forza Italia            | 17.715 | 19,47 |
|                   | Casa delle Libertà      | Alleanza Nazionale                    | 14.159                  | 15,56  |       |
|                   | Casa delle Libertà      | CCD-CDU                               | 1.598                   | 1,76   |       |
|                   | Casa delle Libertà      | Nuovo PSI                             | 587                     | 0,65   |       |
|                   | Casa delle Libertà      | Lega Nord                             | 467                     | 0,51   |       |
| Totale coalizione | Totale coalizione       | 34.526                                | 37,95                   |        |       |
|                   | Rifondazione Comunista  | Rifondazione Comunista                | Rifondazione Comunista  | 8.006  | 8,80  |
|                   | Lista Di Pietro         | Lista Di Pietro                       | Lista Di Pietro         | 2.633  | 2,89  |
|                   | Lista Pannella - Bonino | Lista Pannella - Bonino               | Lista Pannella - Bonino | 2.074  | 2,28  |
|                   | Democrazia Europea      | Democrazia Europea                    | Democrazia Europea      | 997    | 1,10  |
|                   | Comunismo               | Comunismo                             | Comunismo               | 140    | 0,15  |
|                   | Abolizione scorporo     | Abolizione scorporo                   | Abolizione scorporo     | 50     | 0,05  |
| Totale            | Totale                  | Totale                                | Totale                  | 90.978 |       |

#### Risultati uninominale
|                               | Ermete Realacci ✔️ Eletto | L'Ulivo            | 50 421 | 55,94 |  |  |  |  |  |
|                               | Piero Pizzi               | Casa delle Libertà | 33 053 | 36,67 |  |  |  |  |  |
|                               | Enrico Marroni            | Lista Di Pietro    | 2 755  | 3,06  |  |  |  |  |  |
|                               | Paolo Pisanti             | Lista Emma Bonino  | 2 172  | 2,41  |  |  |  |  |  |
|                               | Antonio Punzo             | Democrazia Europea | 1 732  | 1,92  |  |  |  |  |  |
| Totale                        | Totale                    | Totale             | 90 133 | 100   |  |  |  |  |  |
|                               |                           |                    |        |       |  |  |  |  |  |
| Fonte: Ministero dell'interno |                           |                    |        |       |  |  |  |  |  |